# Lakewood (Colorado)
Lakewood is een stad in de Amerikaanse staat Colorado en telt 144.126 inwoners. Het is hiermee de 144e stad in de Verenigde Staten (2000). De oppervlakte bedraagt 107,7 km², waarmee het de 157e stad is.

## Demografie
Van de bevolking is 12,1 % ouder dan 65 jaar en bestaat voor 30,7 % uit eenpersoonshuishoudens. De werkloosheid bedraagt 2,2 % (cijfers volkstelling 2000).
Ongeveer 14,5 % van de bevolking van Lakewood bestaat uit hispanics en latino's, 1,5 % is van Afrikaanse oorsprong en 2,7 % van Aziatische oorsprong.
Het aantal inwoners steeg van 126.156 in 1990 naar 144.126 in 2000.

## Klimaat
In januari is de gemiddelde temperatuur -1,0 °C, in juli is dat 22,2 °C. Jaarlijks valt er gemiddeld 402,8 mm neerslag (gegevens op basis van de meetperiode 1961-1990).

## Plaatsen in de nabije omgeving
De onderstaande figuur toont nabijgelegen plaatsen in een straal van 16 km rond Lakewood.

## Geboren
- Gregg Henry (1952), acteur
- Dylan Klebold (1981), massamoordenaar